# Piotr Lenartowicz

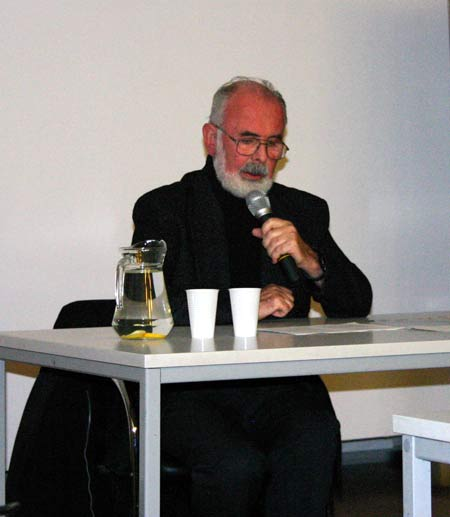

Piotr Lenartowicz   (Varsòvia, 25 d'agost de 1934 - Cracòvia, 10 d'octubre de 2012) fou un filòsof polonès, vitalista, professor de filosofia a la Universitat Jesuïta de Filosofia i Educació Ignatianum.

## Biografia
Va acabar els seus estudis de medecina a l'Escola de Medecina de Varsòvia el 1958. El 1961 obtingué un doctorat en neurofisiologia a la Facultat de Medecina de Varsòvia. Estudià filosofia i teologia fins al 1970.

## Publicacions
- Lenartowicz, P. (1975) Phenotype-Genotype Dichotomy (in English). Pontif. Univ.Gregoriana, Roma, 1975.
- Lenartowicz, P. Philosophy of Biological Phenomena (in Polish), WAM, Cracow, 1985.
- Lenartowicz, P. Theory of cognition (in Polish), Jesuit Philosophical Faculty, Cracow, 1995.
- Lenartowicz Piotr, Koszteyn Jolanta, Introduction to philosophical questions (in Polish), Jesuit University of Philosophy and Education Ignatianum - WAM, Cracow, ISBN 83-88209-04-3, 2000.
- Vivere & Intelligere. Selected papers by Piotr Lenartowicz SJ published on his 75th birthday. Jesuit University of Philosophy and Education Ignatianum - WAM, Cracow, 2009.
- Lenartowicz, P. People or Manapes. Problem of Human Genealogy (in Polish; Summary in English), Jesuit University of Philosophy and Education Ignatianum, Cracow, 2010.
- Lenartowicz, P. Theory of cognition (new edition, in Polish), WAM, Ignatianum, Cracow, 2014.
- The complete list of publications Dzieła Piotra Lenartowicza